# Old Edwardians
Old Edwardians (ook wel Old Edwards of simpelweg Edwards) is een Sierra Leoonse voetbalclub uit hoofdstad Freetown.

## Erelijst
Landskampioen
1990
Beker van Sierra Leone
1984, 2001, 2005

## Bekende spelers
- Mohamed Kallon

East End Lions · Mighty Blackpool · Diamond Stars · Wusum Stars · Bo Rangers · Kallon FC · Golden Dragons · Central Parade · Mount Aureol · Ports Authority · Old Edwardians · Nepean Stars · Gem Stars · Golf Leopards